# ミニ・スター
ミニ・スター（mini-star）は、日本たばこ産業 (JT) が製造・販売していたタバコの銘柄の1つ。2008年2月をもって販売終了。
1972年（昭和47年）7月1日発売。「ミニサイズ（65mm）」と呼ばれる非常に短いサイズが特徴である。また巻きも細身で、そのため1箱30本入りとなっており、パッケージがJTのタバコでは珍しく横長となっている。販売終了時点ではミニサイズ唯一の銘柄であったため、発売終了によってミニサイズの国内タバコは消滅した。

## 製品一覧

### 販売終了製品
販売地域は福岡県・佐賀県・長崎県・熊本県・大分県・宮崎県・鹿児島県・広島県・島根県・山口県・静岡県・群馬県